# 池田村 (鳥取県)
池田村（いけだそん）は、かつて鳥取県八頭郡にあった村。

## 歴史
- 1889年（明治22年）10月1日 - 町村制施行により、八東郡須澄村、岩屋堂村、吉川村、中原村、大野村、小船村、落折村の区域を持って発足。
- 1896年（明治29年）所属郡が八頭郡に変更。
- 1954年（昭和29年）3月1日 - 若桜町と合併し、改めて若桜町が発足。同日池田村廃止。

## 教育
- 池田村立池田第一小学校